# Wydawnictwo Miniatura
Wydawnictwo Miniatura, czyli Wydawnictwo Miniatura – Stowarzyszenie Siwobrodych Poetów – wydawnictwo z siedzibą w Krakowie publikujące pozycje z zakresu poezji, aforystyki oraz literatury z pogranicza filozofii i mistyki.

## Historia
Powstało 13 stycznia 1988 roku. Do grona założycielskiego należeli: Józef Baran, Krzysztof Kąkolewski, Mieczysław Kozłowski, Mieczysław Mączka, Zygmunt Pytlik, Adam Ziemianin, Maria Ziemianin. Przez cały okres istnienia wydawnictwem kierował Mieczysław Mączka.
Wydawnictwo mieściło się przy ul. Barskiej 13 w Krakowie. 
Oprócz działalności wydawniczej Miniatura zajmowała się promowaniem małych form literackich, m.in. organizując Biesiady Aforystów w Centrum Kultury Podgórza w Krakowie oraz Festiwal Literatury Niezależnej w Centrum Sztuki Współczesnej „Solvay”.
Oficyna wydawała również kwartalnik „Kobiece sekrety” (Lwów), pismo krytyki artystycznej „Pokaz” (Warszawa) oraz kwartalnik literacki „Metafora” (Kraków).

## Publikacje
Do końca 2009 roku Miniatura wydała ponad 1600 tytułów, w tym także książki obcojęzyczne.
Znaczącą część publikacji stanowiły książki autorów związanych z Podhalem, stosujących w swojej twórczości stylizację gwarową, takich jak Władysław Orkan, Michał Słowik-Dzwon, Jan Fudala, Emil Kowalczyk, Roman Dzioboń, Wanda Czubernatowa, Wanda Szado-Kudasikowa, Maciej Pinkwart, Piotr Bies, Wojciech Wiercioch.